# Барселоннет (округ)
Барселонет (фр. Barcelonnette) — округ (фр. Arrondissement) во Франции, один из округов в регионе Прованс-Альпы-Лазурный берег. Департамент округа — Альпы Верхнего Прованса. Супрефектура — Барселонет.
Население округа на 2006 год составляло 7 968 человек. Плотность населения составляет 8 чел./км². Площадь округа составляет всего 1028 км².